# Cistogaster acuta
Cistogaster acuta är en tvåvingeart som först beskrevs av Zimin 1966.  Cistogaster acuta ingår i släktet Cistogaster och familjen parasitflugor. Inga underarter finns listade i Catalogue of Life.